# Srinivasanomyces
Srinivasanomyces is een monotypisch geslacht van schimmels behorend tot de familie Vibrisseaceae. Het bevat alleen Srinivasanomyces kangrensis.